# Jandira Martini
Jandira Lúcia Lalia Martini (Santos, 10 luglio 1945 – San Paolo, 29 gennaio 2024) è stata un'attrice, sceneggiatrice e drammaturga brasiliana.

## Biografia
Nata a Santos il 10 giugno 1945, frequentò l'Universidade Católica de Santos laureandosi in lettere nel 1967, per poi proseguire gli studi di recitazione presso la Scuola d'Arte Drammatica dell'Università di San Paolo.
Jandira Martini esordì in televisione nel 1965, ma si fece conoscere solo nel 1987 interpretando Teodora nella telenovela della TV Globo Sassaricando. Precedentemente recitò solo in ruoli minimi o apparizioni speciali in diverse produzioni, tra cui Ilusões Perdidas, Saramandaia e Dancin' Days. Ebbe successo anche nel teatro, divenendo una dei fondatori del gruppo Royal Bexiga's Company e producendo diverse opere assieme a Marcos Caruso, amico di lunga data e anch'egli attore.
Nel 1990 lavorò nella telenovela di Rede Manchete A História de Ana Raio e Zé Trovão, interpretando il ruolo di Vitória Imperial e figurandovi anche come sceneggiatrice. Sempre per questa emittente collaborò alla realizzazione della miniserie O Fantasma da Ópera, mentre nel canale SBT partecipò a Éramos Seis e Sangue do Meu Sangue.
Ritornò a TV Globo nel 2001, recitando dapprima nella miniserie Os Maias e successivamente nella telenovela O clone. Continuò a lavorare per TV Globo anche nei suoi ultimi anni, entrando nei cast di América, Desejo Proibido, Caminho das Índias, Morde & Assopra e Salve Jorge.
Da tempo in lotta contro un cancro ai polmoni, Jandira Martini morì il 29 gennaio 2024, all'età di 78 anni, in un ospedale di San Paolo.

## Vita privata
Col marito Geraldo mise al mondo due figli: un maschio, Lucas, e una femmina, Maria Fernanda. Il matrimonio durò 57 anni, fino alla morte dell'attrice.

## Filmografia

### Cinema
- Uma Escola Atrapalhada, regia di Del Rangel (1990)
- Olga, regia di Jayme Monjardim (2004)
- Chorar de Rir, regia di Toniko Melo (2019)
- 10 Horas para o Natal, regia di Cris D'Amato (2020)
- Uma Pitada de Sorte, regia di Pedro Antônio (2022)

### Televisione
- Ilusões Perdidas (1965)
- Saramandaia (1976)
- Dancin' Days (1978)
- Braço de Ferro - telenovela (1983)
- Potere (Roda de Fogo) - telenovela (1986)
- Sassaricando - telenovela (1987-1988)
- A História de Ana Raio e Zé Trovão - telenovela (1990-1991)
- O Fantasma da Ópera - miniserie TV (1991)
- Éramos Seis - telenovela (1994)
- Sangue do Meu Sangue - telenovela (1995-1996)
- Brava Gente - serie TV (1996-1997)
- Os Maias - miniserie TV (2001)
- O clone - telenovela (2001-2002)
- Garibaldi, l'eroe dei due mondi (A Casa das Sete Mulheres) - telenovela (2003)
- A Diarista - serie TV (2004-2007)
- América - telenovela (2005)
- Amazônia, de Galvez a Chico Mendes - miniserie TV (2007)
- Desejo Proibido - telenovela (2007-2008)
- Caminho das Índias - telenovela (2009)
- Escrito nas Estrelas - telenovela (2010)
- Morde & Assopra - telenovela (2011)
- Salve Jorge - telenovela (2012-2013)
- Manual para se Defender de Aliens, Ninjas e Zumbis - serie TV (2017)